# Sächsische I M
Als Gattung I M bezeichneten die Königlich Sächsischen Staatseisenbahnen Schmalspur-Dampflokomotiven der Bauart Fairlie, die speziell für die meterspurige Rollbockbahn (Reichenbach–Oberheinsdorf) gebaut worden waren. Die Deutsche Reichsbahn ordnete die Lokomotiven ab 1925 in die Baureihe 99.16 ein.

## Geschichte

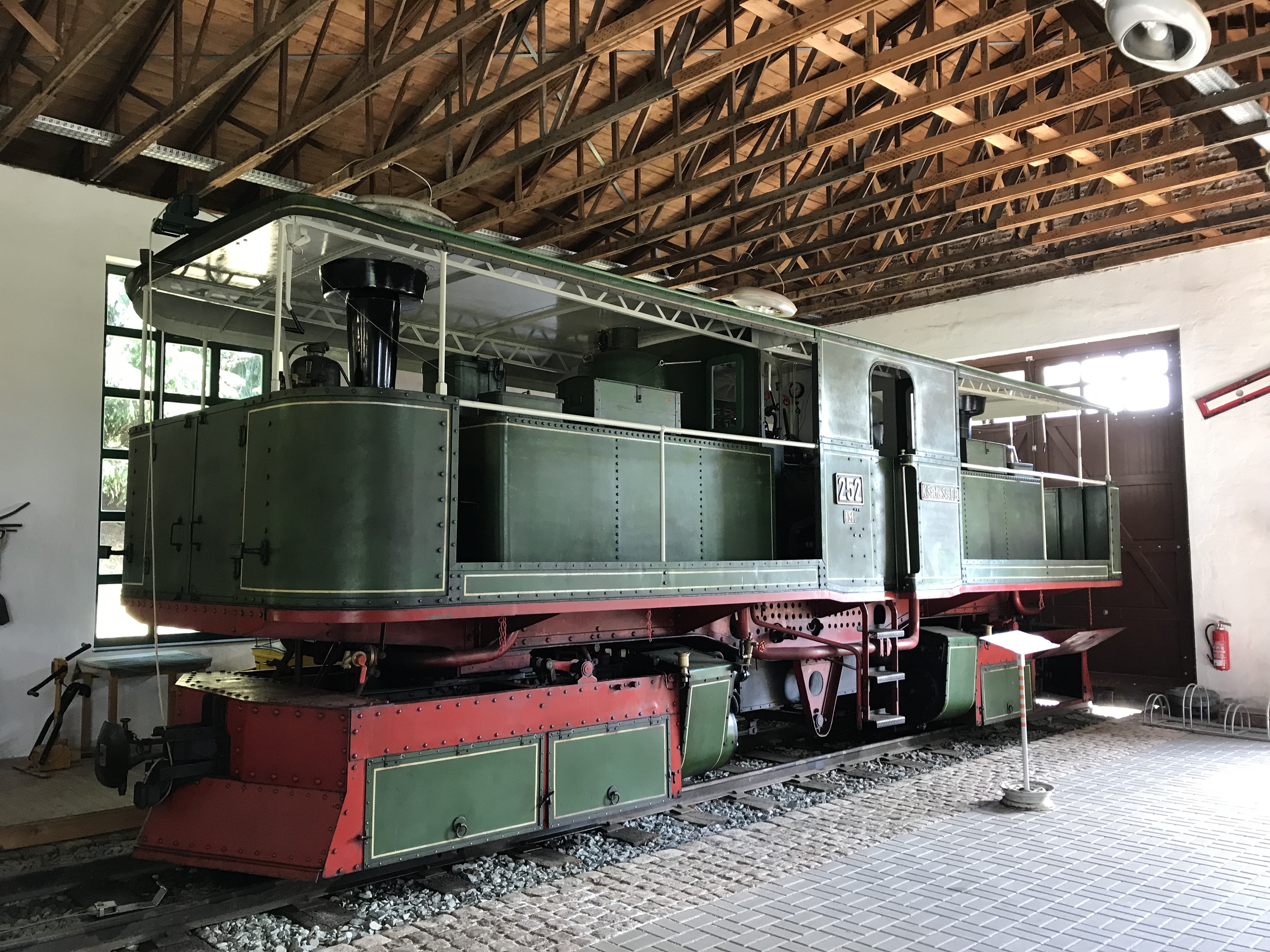
Die 99 162 im Museumsbahnhof Oberheinsdorf (2018)

Für die bei Reichenbach im Vogtland gelegene Rollbockbahn lieferte die Sächsische Maschinenfabrik in Chemnitz 1902 drei Lokomotiven der Bauart Fairlie mit den Fabriknummern 2647 bis 2649. Die Kgl. Sächsischen Staatseisenbahnen gab den Fahrzeugen die Nummern 251 bis 253.

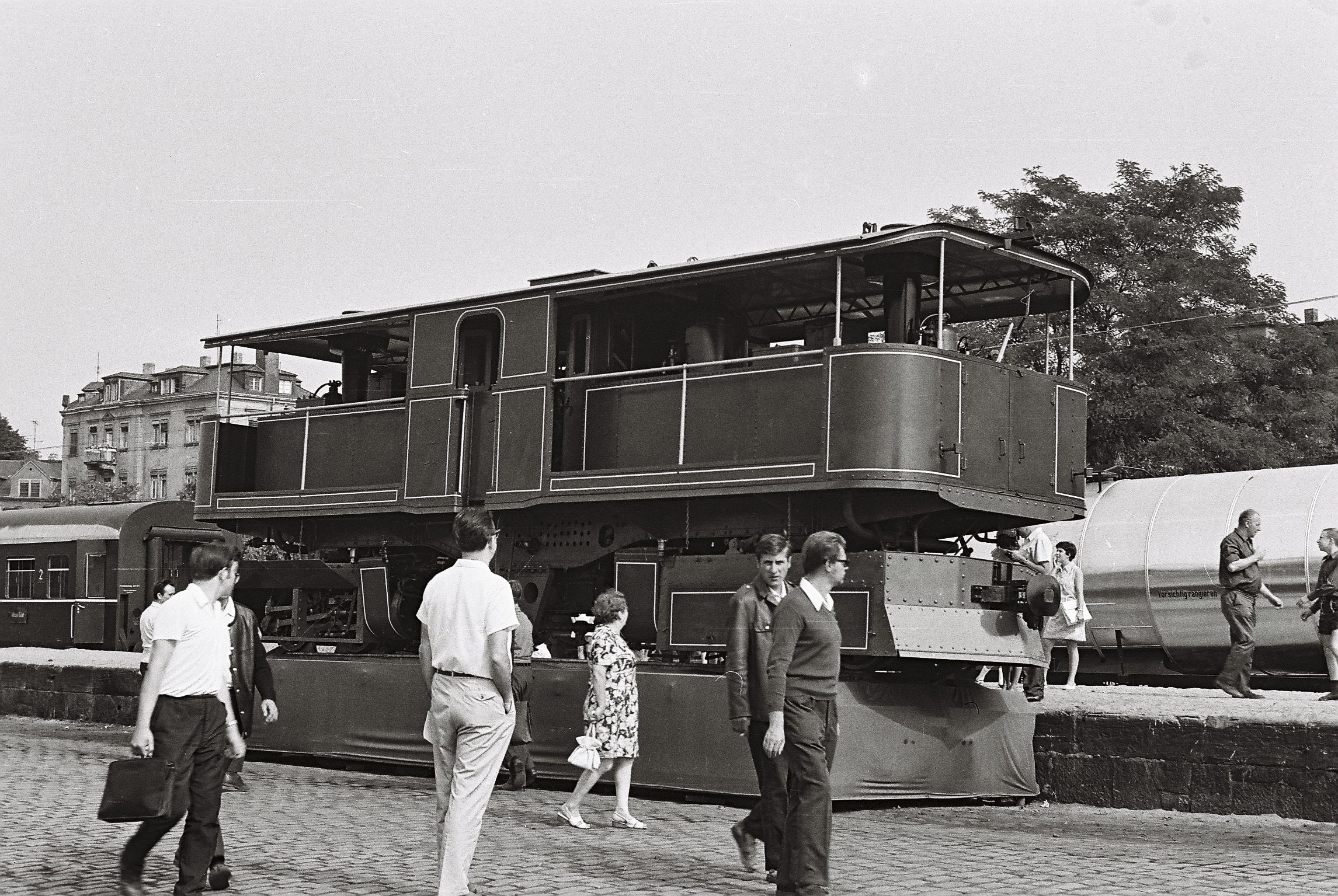
Die 99 162 auf der Ausstellung zum MOROP-Kongreß in Radebeul Ost (1972)

Die Nummer 253 (die spätere 99 163) war vom 14. August 1916 bis Mai 1917 auf der Schmalspurbahn Klingenthal–Sachsenberg-Georgenthal im Einsatz, wo sie zunächst nur Probefahrten durchführen Doch wurde sie dort dann auch vor planmäßigen Güterzügen verwendet, bis die elektrischen Anlagen der Bahn fertiggestellt waren. 1925 erhielten die drei Lokomotiven von der Deutschen Reichsbahn die Nummern 99 161 bis 99 163. Vom 1. April 1939 bis zum 4. April 1941 gastierte die Lok 99 162 bei der Schmalspurbahn Mosbach–Mudau in Baden. Die 99 163 wurde im Zweiten Weltkrieg für den Kriegseinsatz beschlagnahmt. 1942 wurde die Maschine per Schiff über Griechenland zur Halbinsel Krim transportiert, wo sie allerdings nie ankam; das Schiff wurde im Schwarzen Meer durch einen Torpedotreffer versenkt.
Die Lokomotiven 99 161 und 99 162 wurden im Jahr 1963 (letzter Betriebstag war nach einem Unfall der 14. September 1962) ausgemustert. Die 99 161 wurde 1963 verschrottet, die 99 162 wurde allerdings auf Betreiben des Klingenthaler Kreisdenkmalpflegers im März 1964 nach Klingenthal gebracht und unter Denkmalschutz gestellt. Am Klingenthaler Bahnhof sollte sie als Technisches Denkmal an den 1916/1917 erfolgten Leiheinsatz der IM 253 auf der Klingenthaler Schmalspurbahn erinnern. 1967 entschied sich allerdings der Klingenthaler Stadtrat gegen das Vorhaben. Daraufhin transportierte man die Lokomotive am 25. Juli 1968 ins Raw Görlitz-Schlauroth, wo sie in den Jahren 1970/1971 museal aufgearbeitet und in den Ursprungszustand zurückversetzt wurde.
1971 übernahm sie dann das Verkehrsmuseum Dresden als nicht betriebsfähige Museumslokomotive. Auf dem MOROP-Kongress in Dresden im September 1971 wurde sie erstmals der Öffentlichkeit präsentiert. 1974 wurde sie noch ein weiteres Mal auf der Leipziger Frühjahrsmesse ausgestellt.
Mangels geeigneter Ausstellungsflächen war sie dann über mehr als zwei Jahrzehnte im Lokschuppen von Ilfeld an der Harzquerbahn hinterstellt. Erst 1999 kehrte sie in ihre alte Heimat Reichenbach zurück, wo sie am 30. Oktober 1999 dem Traditionsverein Rollbockbahn e. V. als Dauerleihgabe übergeben wurde. Heute befindet sich die Museumslokomotive im Museumsbahnhof Oberheinsdorf, der in der Nähe des einstigen Endpunktes ihrer Stammstrecke errichtet wurde.

## Technische Merkmale
Die Fahrzeuge besaßen einen Kessel mit zwei getrennten Feuerbüchsen im Stehkessel. Aus den Feuerbüchsen strömten die Rauchgase durch die Heizrohre des jeweiligen Langkessels zu den zwei Rauchkammern an den Enden des Kessels, von dort gelangten sie über die Schornsteine in das Freie. Das Führerhaus umschloss den Kessel in der Mitte. Dadurch waren die Arbeitsplätze für Lokführer und Heizer getrennt. Ursprünglich war die komplette Lok überdacht. Diese Überdachung wurde schon in den 1920er Jahren entfernt und erst bei der Restaurierung von Lok 252 zur Museumslok 1970/71 im Raw Görlitz-Schlauroth wieder angebracht. Die Lokomotive hatte aber seitlich des Kessels und vor den Rauchkammern einen mit einem Geländer versehenen Umgang, der vom Führerhaus über Türen erreichbar war.
In den beiden Dampfdomen auf den beiden Langkesseln befand sich jeweils ein Dampf-Flachschieberegler, durch den der Dampf zu dem jeweils darunter liegendem Drehgestell geleitet wurde. Die Regler konnten von beiden Enden der Lok und vom Führerhaus aus bedient werden. Sie waren permanent mit einem Gestänge verbunden.
Die beiden Triebwerke waren identisch aufgebaut und verfügten jeweils über einen Hochdruck- und einen Niederdruckzylinder.
Neben den beiden Langkesseln befanden sich vier Vorratsbehälter für das Kesselwasser. In den Behältern auf der Heizerseite befand sich zusätzlich in einem abgetrennten Bereich der Kohlevorrat.
Für das Bremsen des Zuges besaß die Lok eine Heberleinbremse. Diese wirkte jedoch nicht auf die Lok selbst; die Lok konnte mit einer vom Lokführer bedienten Dampfbremse oder mit einer Wurfhebelbremse, deren Hebel sich beim Heizer befand, gebremst werden. Die Wurfhebelbremse wirkte dabei nur auf die beiden Achsen im hinteren Drehgestell, die Dampfbremse nur auf die beiden Achsen im vorderen Drehgestell.
Für den Einsatz in Baden wurde die 99 162 mit einer Druckluftbremse ausgerüstet, die die Dampfbremse ersetzte. Die dafür erforderliche Luftpumpe war vorn rechts neben der Rauchkammer platziert und die dazu gehörigen Luftbehälter auf dem Umlauf neben dem Wasserbehälter angebracht. Diese Ausrüstung wurde bei der Museumslok wieder entfernt. Die 99 161 erhielt 1956 ebenfalls eine Druckluftbremse.
Die Triebwerke der Lokomotiven waren wegen des im Straßenplanum verlegten Gleiskörpers wie bei Dampfstraßenbahnlokomotiven üblich vollständig verkleidet. Dies diente einerseits dem Schutz des Triebwerkes und andererseits dem Schutz der Passanten.

## Lokomotivliste
| sä. Nr. | Fabrik-Nr. | Baujahr | DR-Nr. | Ausmusterung | Bemerkung                                                             |
| I M 251 | 2647       | 1902    | 99 161 | 1963         | verschrottet                                                          |
| I M 252 | 2648       | 1902    | 99 162 | 1964         | 1971 an VMD; 1999 als Leihgabe an Traditionsverein Rollbockbahn e. V. |
| I M 253 | 2649       | 1902    | 99 163 | 1942         | Verlust im Zweiten Weltkrieg                                          |